# Taheitia
Taheitia é um género de gastrópode  da família Truncatellidae.
Este género contém as seguintes espécies:
- Taheitia alata
- Taheitia elongata (Poey in Pfeiffer, 1856)
- Taheitia filicosta (Gundlach in Poey, 1858)
- Taheitia lamellicosta
- Taheitia lirata (Poey, 1858)
- Taheitia mariannarum
- Taheitia parvula
- Taheitia wrighti (Pfeiffer, 1862)